# Санта-Леокадія-де-Тамел
Санта-Леокадія-де-Тамел (порт. Santa Leocádia de Tamel; МФА: [ˈsɐ̃.tɐ ɫi.u.ˈka.di.ɐ dɨ tɐ.ˈmɛɫ]) — парафія в Португалії, у муніципалітеті Барселуш. Розташована в північно-західній частині країни, на теренах історичної португальської провінції Дору-Міню. Входить до складу округу Брага. За адміністративним поділом, чинним до 1976 року, терени парафії були складовою провінції Міню. Належить до Бразької архідіоцезії Католицької церкви. Патрон — Леокадія Толедська. Площа — 6,1649 км². Населення — 753 ос. (2011). Слабо урбанізований регіон. Густота населення — 122,14 осіб/км²
. Код — 030267.

## Назва
- Тамел (Санта-Леокадія) (порт. Tamel (Santa Leocádia)) — офіційна назва[5].

## Населення
| Кількість мешканців | Кількість мешканців | Кількість мешканців | Кількість мешканців | Кількість мешканців | Кількість мешканців | Кількість мешканців | Кількість мешканців | Кількість мешканців | Кількість мешканців | Кількість мешканців | Кількість мешканців | Кількість мешканців | Кількість мешканців | Кількість мешканців |
| ------------------- | ------------------- | ------------------- | ------------------- | ------------------- | ------------------- | ------------------- | ------------------- | ------------------- | ------------------- | ------------------- | ------------------- | ------------------- | ------------------- | ------------------- |
| 1864                | 1878                | 1890                | 1900                | 1911                | 1920                | 1930                | 1940                | 1950                | 1960                | 1970                | 1981                | 1991                | 2001                | 2011                |
| 317                 | 276                 | 275                 | 227                 | 237                 | 292                 | 282                 | 344                 | 429                 | 489                 | 578                 | 719                 | 575                 | 768                 | 753                 |